# Eveline
Eveline es un cuento del escritor irlandés James Joyce. Apareció en Dublineses, una colección de cuentos publicada en 1914.

## Trama
Una muchacha de diecinueve años, Eveline, se asoma por una ventana. Mientras mira por ella, piensa en su vida, en su madre muerta loca algunos años antes y en su hermano mayor Ernest, que también ha fallecido. Recuerda su infancia. Está aterrorizada por el padre que la maltrata y se siente frustrada por su humilde trabajo como vendedora. Tiene planes de partir con un marinero llamado Frank hacia Buenos Aires. Antes de hacerlo tiene en la mano dos cartas, para el hermano y para el padre, y comienza a dudar, en conflicto entre el nido familiar y lo desconocido. 
El recuerdo de la vida monótona y triste de la madre la lleva a partir, pero cuando los dos se encuentran en el puerto y la nave está por partir, a Eveline la vuelven a asaltar las dudas y se refugia en el rito familiar de la oración. Inmersa en ese acto simbólico de la tradición, se queda inmóvil y no sigue a su novio, con una máscara de indiferencia en el rostro. Frank, que ya se encuentra en la nave, primero le grita que se vaya con él, y luego no le queda más alternativa que partir. Probablemente la elección de no irse se debe a la promesa que le hizo a la madre, a punto de morir, de mantener a la familia unida el mayor tiempo posible, y también por la incertidumbre del futuro que habría tenido con Frank.